# 同人誌即売会をやろう!
『同人誌即売会をやろう！』（どうじんしそくばいかいをやろう）は、2003年10月31日にCycから発売されたダウンロード専用アダルトゲーム。

## 概要
同人誌即売会の運営に携わる人々たちを描いた、成人向けシミュレーションゲーム。
開発スタッフの一人に即売会の運営のベテランがいたことが本作を作るきっかけとなっており、実際の経験が基になっている。

## ストーリー
企業が主催する同人誌即売会の場からはずされてしまったある青年。
ならば自ら同人誌即売会を開こうと考えるも、彼にはイベント運営に関する知識はなかった。
そこへ、樋口沙恵里というスタッフ経験者が現れ、彼に救いの手を差し伸べた。
3年後の大型イベント開催を目標に、彼らは様々な人々の協力を借りて、同人誌即売会運営への道を進んでいった。

## 登場人物
主人公　

### ヒロイン
樋口 沙恵里
声：咲ゆたか
スタッフ経験者。イベント運営のノウハウを持たない主人公に対して、いろいろと教えてくれる。
真木野 貴葉　
声：悠
銀髪の女性。スタッフの仕事にクレームをつきつけたところ、主人公から「だったらお前がやってみろ」という言葉を受け、主人公らが主催する即売会に警備員として参加した経緯を持つ。
かなりきつい言葉を飛ばすが、警備員としては有能。
中城原 舞羽
声：深井春花
ボーイズラブの分野で活動する女性で、かつては恋人がいた。搬入口で主人公とぶつかったことを機に知り合う。
岬 ふうか
声：花芽原れんげ
主人公のいとこ。少々危なっかしいところがある。
多岐川 翔　　
声：みる
同人活動中の女性。プロの漫画家でもあるが、読者や編集者の求めるものと自分の求めるものとの相違に悩んでいる。
西条 希衣子　
声：風音
大手パロディ系サークルで活動する女性作家。主催者とサークル側の関係が甘えたものになりたくないという想いから、主人公たちに対してよく苦情を突きつける。

## スタッフ
- 原画：椎咲雛樹[2]
- シナリオ：みきのゆう、草壁祭、和泉万夜
- 音楽：山根理恵